# Jacob Trenskow
Jacob Trenskow (20 november 2000) is een Deens voetballer. Hij speelt voor sc Heerenveen.

## Carrière
Trenskow doorliep de jeugdopleiding van Aarhus GF. Als speler van de Onder-19 verruilde hij die club na een succesvolle stageperiode voor AC Horsens. Tot een doorbraak kwam het echter niet, waarop de aanvaller zijn geluk beproefde bij NSÍ Runavík op de Faeröer Eilanden. Hier speelde hij een jaar, waarna HB Køge hem terughaalde naar Denemarken. Op het tweede niveau brak de aanvaller alsnog door in eigen land. Daarmee wekte hij de interesse van Kalmar FF uit Zweden, dat daar uitkomt op het hoogste niveau, de Allsvenskan.
Bij Kalmar tekende Trenskow een contract voor 3,5 jaar. Op 9 juli 2023 maakte hij zijn debuut voor de club, tijdens de met 4-0 verloren wedstrijd tegen Elfsborg. De aanvaller kwam na 65 minuten binnen de lijnen als vervanger van Johan Karlsson. In zijn eerste seizoen kwam Trenskow tot zestien optredens voor Kalmar FF, waarin hij niet tot scoren kwam. In zijn tweede jaar was hij goed voor vijf treffers in zeventien duels. Daarmee speelde hij zich in de kijker van sc Heerenveen.
Op 9 augustus 2024 tekende Trenskow een vierjarig contract getekend bij sc Heerenveen.